# Landwehr (Peine)

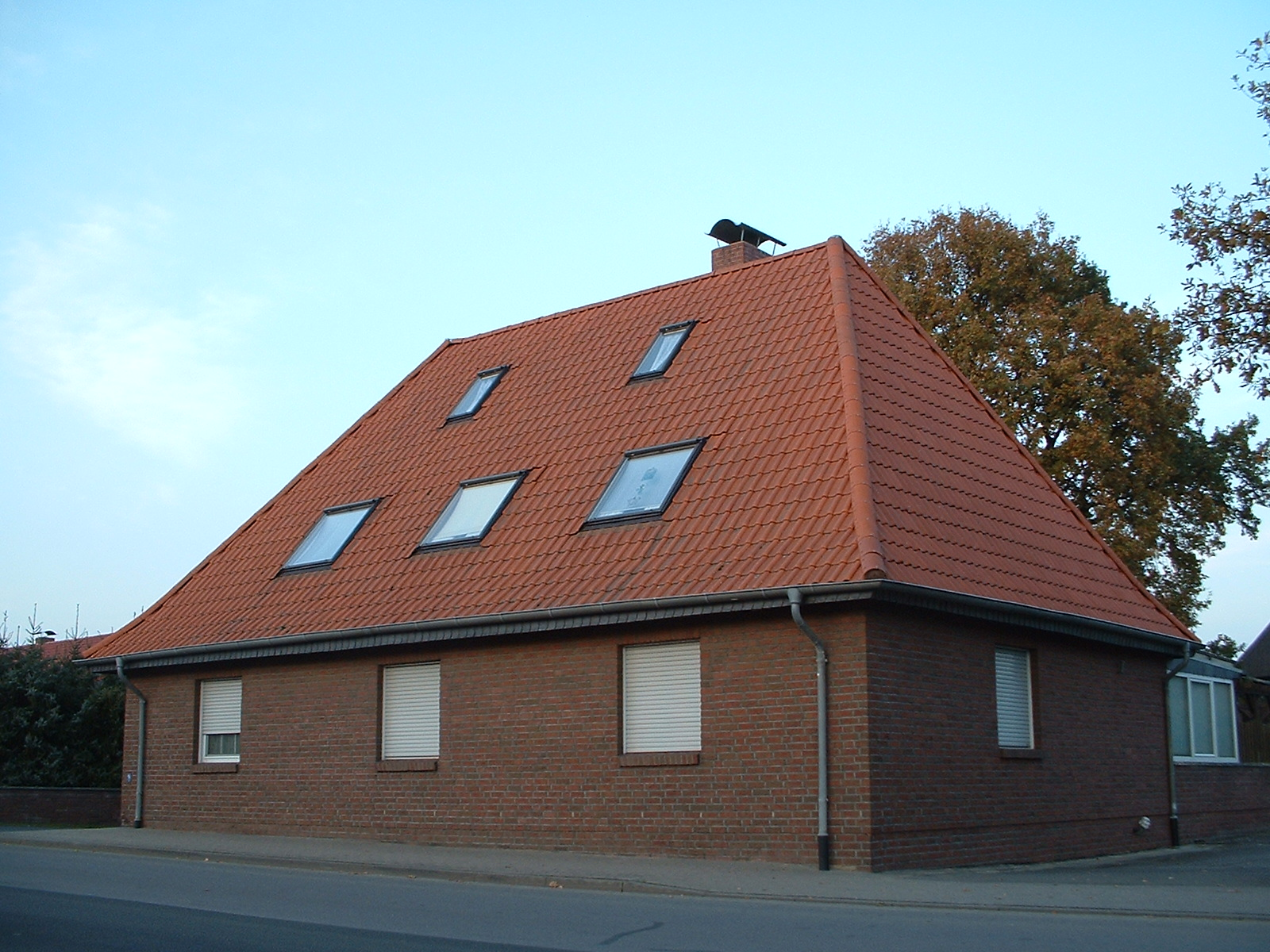
Das zum Wohnhaus umgebaute ehemalige Zollhaus Landwehr

Landwehr ist ein Bestandteil des Ortsteils Vöhrum in der Ortschaft Vöhrum/Eixe/Landwehr der Stadt Peine im Landkreis Peine in Niedersachsen.

## Geschichte
Die erste urkundliche Erwähnung vor der Lantwere to Vorde geschah im Jahr 1406. Für das Jahr 1657 ist der Neubau der Gaststätte genannt. Auf einer Karte aus dem Jahr 1703 ist Landwehr als Siedlung dargestellt. Für das Jahr 1766 wurden fünf Feuerstellen (= Wohngebäude) genannt, für das Jahr 1781 dann 32 Einwohner. 1871 gab es 28 Einwohner und fünf Wohngebäude. Bis heute gab es keine wesentlichen Änderungen.
Der Bürgermeister wurde von den Wahlberechtigten direkt gewählt. Letzter Amtsinhaber war Otto Papenburg, bis 28. Februar 1974. Am 1. März 1974 wurde die vorher selbstständige Gemeinde Landwehr aus dem Landkreis Burgdorf in die Stadt Peine eingemeindet und mit Vöhrum und Eixe zur Ortschaft Vöhrum/Eixe/Landwehr zusammengeschlossen.

## Politik
Für Ortsrat und Ortsbürgermeister siehe Ortschaft Vöhrum/Eixe/Landwehr.

### Wappen
| Wappen von Landwehr | Blasonierung: „In Rot ein goldener Schrägbalken, belegt mit einem goldgeränderten roten Rechteck.“ |
| Wappen von Landwehr | Wappenbegründung: Der kleine Ort Landwehr war der einzige Ortsteil, der zum Zeitpunkt der Eingemeindung kein Wappen besaß. Das Wappen ist sozusagen eine grafisch abstrahierte Landkarte, die den Ortsnamen erläutert: Der Schrägbalken symbolisiert die Straße und in der Mitte wird die Landwehr in Gestalt eines Rechtecks wiedergegeben. Das Wappen wurde von Werner Szews gestaltet und am 16. Mai 1974 stimmte der Rat der Stadt Peine dem zu. Grund der Wappenveranlassung war die Ausgestaltung der Peiner Wappen-Stadtkarte im Rathaus mit sämtlichen Wappen der Peiner Ortsteile. |

## Nachweise
1. ↑  A. v. Boetticher: Geschichtliches Ortsverzeichnis des Landkreises Peine. 1996, ISSN 0933-3320, S. 143–144.
2. ↑  Arnold Rabbow: Neues Braunschweigisches Wappenbuch. Die Wappen der Gemeinden und Ortsteile in den Stadt- und Landkreisen Braunschweig, Gifhorn, Goslar, Helmstedt, Peine, Salzgitter, Wolfenbüttel, Wolfsburg. Hrsg.: Braunschweiger Zeitung, Salzgitter Zeitung und Wolfsburger Nachrichten. Joh. Heinr. Meyer Verlag, Braunschweig 2003, S. 128.